# المرأة في التاريخ
لطالما أعتبرت المرأة منذ الأزل ثقلا على عاتق القبائل والأقوام وكان لكل من الحضارات طرقة شنيعة لالتخلص منها الحضارة الهندية أحرقتها.. الجاهلية دفنتها والحضارة البابلية أغرقتها.

## آشور
فرضت هذه الحضارة الحجاب على النساء وقوانين ضد من لا ترتديه أما الرجل إذا أراد الزواج يحضرزوجته ويحجبها ثم يعلن أمامهم الزواج.

## الإغريق
حرمت المرأة كل الحقوق الاجتماعية (القراءة والكتابة والثقافة....) كما منعها من الإرث والحصول على الطلاق من زوجها وأعتبرت أنها لا تملك عقلا يعتد به كما قال أرسطو: «إن الطبيعة لم تزود المرأة بأي استعداد عقلي يعتد به».و كان العكس تماما في مدينة إسبارطة وقال «كلوريتلوس» وهو من كبار المؤرخين في حضارة الرومان ان المرأة الرومانية لا تغادر المنزل إلا بعد زفافها ولا تظهر أمام أصدقاء زوجها ولا تخرج إلا بإذنه وإذا خرجت تلبس حجابا كاملا لا تظهر منه إلا عينيها.

## الرومان
حصلت المرأة الرومانية على بعض المكاسب رغم أنها تغضع لسلطة والدها. وانقسم الزواج إلى قسمين:
بسلطة: يعنى انفصال الزوجة عن أهلها وانتقالها من سلطة الأب إلى سلطة الزوج.
بغير سلطة: يعنى أن الزوجة تشارك الزوج في الحياة الزوجية ولكن لها الحق في أن تبقى مع أسرتها.. ويجب عليها الطاعة لزوجها واحترام رغباته.

## الفراعنة
كانت للمرأة الحق في المشاركة في الحياة العامة حيث أنها تتساوى والرجل فيمكنها السيطرة على العرش واستولاء زمام الأمور.
و منه انتشرت ظاهرة ((عروس النيل)) التي تقضي بالقاء فتاة شابة مزينة بالحلي في النيل ليفيض وقد توقف العمل بذلك على يد القائد المسلم «عمرو بن العاص» عندها توقف النيل عن الجريان لثلاث أشهر فأرسل لعمر بن الخطاب رضي الله عنه ليستشيره في الأمر ورد عليه برسالة طالباً إلقائها في النيل بدلاً عن العروس وقال فيها: ((هذه رسالة من عمر بن الخطاب إلى نيل مصر أما بعد، فإن كنت تجري من لدن الله فنسأل الله أن يجريك... وإن كنت تجري من لدنك، فلا تجري فلا حاجة لنا فيك)) فجرى النيل وفاض.

## الحضارة الصينية
كان للزوج الحق في سلب جميع حقوق زوجته واعتبرت كامرأة ساذجة وحمقاء وكانت تلقب بعد الزواج ب (فو-服务) أي الخضوع.

## الحضارة الهندية
أيضا ضاعت حقوقها في الهند... فكان المرأة الهندية تحرق نفسها إذا مات زوجها وتحسب من غنائم الحروب وتقدم أضحية لللآلهة وقيل في شرائع الهندوس:(ليس الصبر المقدر والريح، والموت والجحيم والسم والأفاعي والنار أسوأ من المرأة.)

## بلاد الفرس
أدخل «زرادشت» تغييراً هاماً على موقف الفارسيين، فتمتعت ببعض الحقوق كاختيار الزوج، وحق الطلاق وملك العقار، وإدارة الشؤون المالية للزوج، ولكنها خسرت هذه الحقوق بعد موته، وأصبحت محتقرة منبوذة، ووصل الأمر إلى حدّ احتجابها حتى عن محارمها كالأب والأخ والعم والخال فلا يحق لها أن ترى أحداً من الرجال إطلاقاً.

## اليهود
فاعتبرها اليهود أصل الفتنة والنجاسة والشر في العالم وسببا لخروج سيدنا آدم من الجنة ; وقد حرمت من الميراث إن كان لها أخ واحد وفي حال لم يوجد فرض عليها الزواج.

## الحضارة المسيحية
فقال بولس: ((لتصمت نساؤكم في الكنائس لأنه ليس مأذوناً لهن في الكلام، بل أمرن أن يخضعن للطاعة، هكذا تأمر الشريعة، فإن أردن أن يتعلمن شيئاً ليسألن رجالهن في المنزل، لأنه من المعيب للمرأة أن تتكلم في الكنيسة)) وقال أيضاً: (لا أسمح للمرأة أن تعلم ولا أن تغتصب السلطة _ من الرجل _ ولا تتسلط، وعليها أن تبقى صامتـــه، لأَنَّ آدَمَ كُوِّنَ أَوَّلاً، ثُمَّ حَوَّاءُ، وَلَمْ يَكُنْ آدَمُ هُوَ الَّذِي انْخَدَعَ بَلِ الْمَرْأَةُ انْخَدَعَتْ، فَوَقَعَتْ فِي الْمَعْصِيَةِ) إلا ان سيدناعيسى أعط كل الحق للمرأة إلا أنه نهاها عن المعصية.

## الجاهلية
وبالطبع انتشرت في الجاهلية جريمة وأد البنات.. فكان يتم قتل البنات بعد الولادة اعتقاداً منهم بأن إنجاب البنات يجلب العار للآباء كما قال الله تعالى في كتابه المبين: «وإذا بشر أحدهم بالأنثى ظل وجهه مسودا وهو كظيم، يتوارى من القوم من سوء ما بشر به، أيمسكه على هون أم يدسه في التراب، ألا ساء ما يحكمون».
وكانوا يتفنّنون في هذا بشتى الطرق، فمنهم من كان إذا وُلِدَت له بنت تركها، حتى تكون في السادسة من عمرها، ثم يقول لأمّها: طيِّبيها، وزيِّنيها، حتى أذهب بها إلى احمائها ! وقد حفر لها بئراً في الصـحراء، فيبلغ بها البئر، فيقول لها: انظري فيها، ثم يدفعها دفعاً، ويهيل التراب عليها. وعند بعضهم، كانت الوالدة إذا جاءها المخاض، جلست فوق حفرة، محفورة، فإذا كان المولود بنتاً رمَت بها فيها، وردمتها، وان كان ابناً قامت به معها، وبعضهم كان إذا نوى ألاّ يئد الوليدة، أمسكها مهينة، إلى أن تقدر على الرعي، فيلبسها جبّة صوف أو شعر، ويرسلها في البادية ترعى له إبله...».

## الإسلام
عندما هبط الوحى على سيدنا محمد صلى الله عليه و سلم حاملاً الدين الإسلامى ليكون آخر الأديان السماوية حمل معه فجراً جديداً لحواء انبثق مع أول الإشارات بأن تكون أول من آمن بعد الرسول عليه السلام امرأة هي السيدة خديجة بنت خويلد رضي الله عنها، وقد حمل القرآن الكريم آيات عديدة توصى بحسن معاملة النساء... منها سورة كاملة عن النساء.... وقد استطاع الإسلام أن يعطى لحواء كافة الحقوق التي حرمت منها في الحضارات السابقة مثل حق المساواة في العبادات والتشريعات وحقوق التعليم والعمل والميراث...
كما كان الرسول عليه الصلاة والسلام يوصى بحسن معاملة البنات ويسعد عندما يُبَّشر بأن زوجته أنجبت له فتاة ويُبشِر الرجل الذي يرزق بالبنات ويحسن تربيتهن بالجنة.... بل وقد وضع الإسلام الجنة تحت أقدام الأمهات بعد أن كان العالم يعتبرهن لعنة على اعتبار أن حواء أغوت آدم والإسلام هو الذي يدافع ذلك فلم يلزم المرأة وحدها كغير المسلمين، بل اتخذ الإسلام موقفا سليما منصفا.
فيقول الله تعالى: «فأزلهما الشيطان عنها فأخرجهما مما كانا فيه» (البقرة 36)
و قال عز وجل: «فوسوس لهما الشيطان ليبدي لهما ما وري عنهما من سوآتهما» (الأعراف 20)
ويقول تعالى عن توبتهما: «قالا ربنا ظلمنا أنفسنا».
وعن حق اختيار الزوج عن عائشة رضي الله عنها تقول أن فتاة دخلت عليها فقالت:(إن أبي زوجني ابن أخيه ليرفع بي خسيسته وأنا كارهة قالت اجلسي حتى يأتي النبي صلى الله عليه وسلم فجاء رسول الله صلى الله عليه وسلم فأخبرته فأرسل إلى أبيها فدعاه فجعل الأمر إليها فقالت يا رسول الله قد أجزت ما صنع أبي ولكن أردت أن أعلم النساء من الأمر شيء...)((النسائي))
وجعل المرأة خير متاع الدنيا.فعن عبد الله بن عمرو أن رسول الله صلى الله عليه وسلم قال الدنيا متاع وخير متاع الدنيا المرأة الصالحة...) (مسلم)
ووضعت الشريعة الإسلامية حقوق المرأة في الزواج والطلاق والميراث التي كانت محرومة منه في العصور السابقة.. وأصبح للمرأة في الإسلام دورهام في الحياة الاجتماعية والعسكرية ويشهد التاريخ أنها شاركت مع الرجال في عدد من الغزوات العسكرية وأبلت بلاء حسناً وحصدت ثمار التعليم لتصبح امرأة مثقفه وأديبة وبارعة في الشعر إلى جانب العلوم والتمريض والتفقه في أمور الدين والدنيا. 